# Zinaïda Volkova
Zinaïda Lvovna Volkova, née Bronstein (russe : Зинаи́да Льво́вна Во́лкова), née le 27 mars 1901 et morte le 5 janvier 1933 est une marxiste russe. Elle est la fille aînée de Léon Trotski, issue de son premier mariage avec Alexandra Sokolovskaïa, bolchévique originaire de Nikolaïev.

## Biographie
Fille aînée de Léon Trotski née le 27 mars 1901 et issue de son premier mariage avec Alexandra Sokolovskaïa, Zinaïda Volkova est élevée par sa tante Yelizaveta, sœur de Trotski, après le divorce de leurs parents. Sa sœur cadette, Nina, reste avec sa mère.
Elle se marie à Zakhar Borisovich Moglin (1897–1937) après la révolution russe de 1917, avec qui elle a une fille, Alexandra Moglina (1923–1989). Elle divorce et se remarie dans années 1920 à Platon Ivanovich Volkov (1898–1936), avec qui elle a un fils, Vsevolod Platonovitch Volkov (1926-2023), connu plus tard sous le nom d'Esteban Volkov. Sa petite-fille, Nora Volkow, fille d'Esteban, d'origine mexcaine et de nationalité américaine, devient dans les années 2000 directrice du National Institute on Drug Abuse.
Atteinte de tuberculose et de dépression, Zinaïda Volkova se suicide à Berlin en janvier 1933. Alexandra Ramm-Pfemfert organise ses funérailles en l'absence de son père, exilé en Turquie. 